# Orimarga (Orimarga) fasciventris
Orimarga (Orimarga) fasciventris is een tweevleugelige uit de familie steltmuggen (Limoniidae). De soort komt voor in het Oriëntaals gebied.